# 唐贝尼托
唐贝尼托，是西班牙埃斯特雷马杜拉巴达霍斯省的一个市镇。总面积562平方公里，2014年总人口37,011人，人口密度66人/平方公里。